# Bruno Boscardin
Bruno Boscardin (né le 2 février 1970 au Grand-Saconnex, dans le Canton de Genève) est un coureur  cycliste italien, professionnel de 1993 à 2000, naturalisé suisse en 1997. Il a notamment remporté une étape de Paris-Nice 1996.

## Palmarès

### Palmarès amateur
- 1987
  - 3e du Prix des Vins Henri Valloton
- 1988
  - 1re étape du Tour du Pays de Vaud
- 1992
  - Trophée CEE
  - Trophée Amedeo Guizzi
  - Gran Premio Artigiani Sediai e Mobilieri

### Palmarès professionnel
| - 1994 - 1re étape de la Hofbrau Cup - 2e du CoreStates USPro Championships - 3e du Tour du lac Majeur - 1996 - Tour du Haut-Var - 7e étape de Paris-Nice - Paris-Mantes - 1997 - 4e étape du Tour du Limousin - 3e du Grand Prix de Chiasso - 3e de l'Étoile de Bessèges - 3e de Kuurne-Bruxelles-Kuurne | - 1998 - 2e du championnat de Suisse du contre-la-montre - 1999 - Tour du lac Léman - 3e étape de la Semaine catalane - 2000 - 2e du championnat de Suisse du contre-la-montre - 2e du Mémorial Josef Voegeli (avec Martin Cotar) |  |

## Résultats sur les grands tours

### Tour d'Italie
4 participations
- 1995 : abandon (19e étape)
- 1996 : 80e
- 1997 : 66e
- 1998 : abandon (17e étape)

### Tour de France
3 participations
- 1993 : abandon (13e étape)
- 1995 : abandon (15e étape)
- 1996 : 80e